# Olivier Martini
Olivier Martini (26 de maio de 1965) é um esgrimista monegasco. Participou dos Jogos Olímpicos de Verão de 1984 e 1988, mas não ganhou medalhas.